# Anne Dufourmantelle

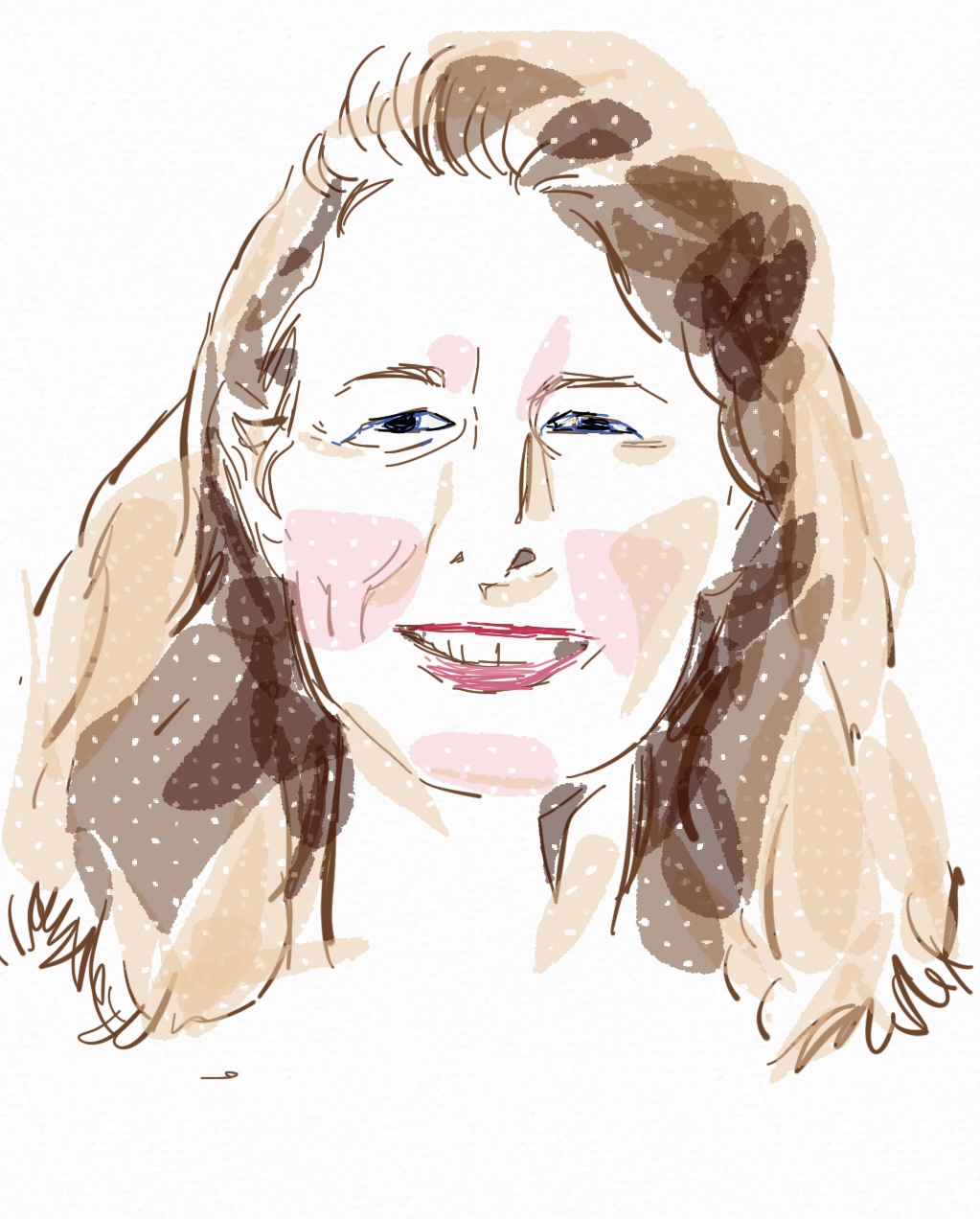
Anne Dufourmantelle

Anne Dufourmantelle (* 20. März 1964 in Paris; † 21. Juli 2017 in Pampelonne, Gemeinde Ramatuelle) war eine französische Psychoanalytikerin, Philosophin und Autorin.

## Leben
Anne Dufourmantelle, Tochter eines englisch-schweizerischen Vaters und einer französischen Mutter, verbrachte als Kind einige Jahre in Spanien und später auch in Mittelamerika. Hier wurde Spanisch zu ihrer Lieblingssprache. Diese Stationen ihrer Jugend weckten ihr Interesse an Exilliteratur und Denkern, die andere Grenzen überschreiten. Nachdem sie ihr Abitur mit Bestnoten absolviert hatte, entschied sie sich für ein Studium der Medizin und Philosophie in Paris. 1993 wurde sie an der Sorbonne promoviert. Ihre Dissertation mit dem Titel La vocation prophétique de la philosophie (Die prophetische Berufung der Philosophie) beschäftigte sich mit Søren Kierkegaard, Friedrich Nietzsche, Emmanuel Levinas und Jan Patočka. Einige Jahre später wurde ihre Arbeit von den Éditions du Cerf veröffentlicht, und sie erhielt den Preis der Académie Française für Philosophie.
Während ihres Studiums an der Sorbonne verbrachte sie ein Jahr an der Brown University in den USA. Dort übersetzte sie Nelson Goodmans Languages of Art und schrieb einen Aufsatz mit dem Titel The Structure of Appearance, auf dessen Grundlage sie nach der Rückkehr nach Frankreich an der École Nationale Supérieure d’Architecture de Paris La Villette für fünf Jahre ein Seminar zum Thema Ästhetik und „Thinking Architecture“ hielt. Danach war sie als Verlegerin für Calmann-Levy tätig, wo sie für Literatur auf dem Gebiet der Philosophie zuständig war und mehr als 50 Bücher betreute. Dann übernahm sie dieselbe Funktion bei Stock (ebenfalls bei Hachette).
Nach ihrer Promotion entschied sie sich, sich der Psychoanalyse zuzuwenden, statt Philosophie zu unterrichten. Sie veröffentlichte Bücher wie La sauvagerie maternelle („Die mütterliche Gewalt“) und La femme et le Sacrifice („Die Frau und das Opfer“).
Anne Dufourmantelle sagte über sich selbst: „Ich bin schon immer gleichermaßen auf zwei Gebiete fokussiert, Philosophie und Psychoanalyse, wobei eine sehr leidenschaftliche Verbindung zur Literatur meine wichtigste Inspirationsquelle für Arbeit und Leben ist.“
Dufourmantelle starb an den Folgen eines Herzstillstands, den sie erlitt, als sie vor dem Strand von Pampelonne zwei Kinder vor dem Ertrinken zu retten versuchte. Rettungsschwimmer retteten kurz darauf die Kinder. Laut Le Monde war eines der beiden Kinder der zehnjährige Sohn eines Freundes von Dufourmantelle.
Die Übersetzung ihres 168-seitigen Essays „Verteidigung des Geheimnisses“ (Diaphanes 2021) erreichte auf Anhieb Platz 9 der Sachbuchbestenliste September 2021. In dem Essay geht es um eine „Schutzmauer, Quelle innerer Freiheit“, die ihr die Verteidigung der Privatsphäre bedeutet.

## Werke (Auswahl)
- La vocation prophétique de la philosophie. 1993 (Dissertation).
- mit Jacques Derrida: De l’hospitalité. 1997, ISBN 2-7021-2795-9.
- La sauvagerie maternelle 2001, ISBN 2-7021-3246-4.
- Une question d’enfant. 2002, ISBN 2-227-01103-3.
- Antonio Negri: Il ritorno. Quasi un’autobiografia. Conversazione con Anne Dufourmantelle. 2002, ISBN 88-17-87242-3.
- Blind Date: Sexe et philosophie. 2003, ISBN 2-7021-3402-5.
  - Blind Date. Sex und Philosophie. Übersetzt von Rike Felka. Brinkmann und Bose, Berlin 2020, ISBN 978-3-940048-37-0.
- mit Avital Ronell: American philo. Entretiens avec Anne Dufourmantelle. 2006, ISBN 2-234-05840-6.
- La Femme et le Sacrifice. D’Antigone à la femme d’à côté. 2007, ISBN 2-207-25412-7.
- En cas d’amour : Psychopathologie de la vie amoureuse. Payot, Paris 2009, ISBN 2-228-90381-7.
  - Im Fall der Liebe. Übersetzt von Rike Felka. Brinkmann und Bose, Berlin 2021, ISBN 978-3-940048-42-4.
- Éloge du risque. Payot, Paris 2011, ISBN 2-228-90642-5.
  - Lob des Risikos. Ein Plädoyer für das Ungewisse. Mit einem Vorwort von Joseph Hanimann. Übersetzt aus dem Französischen von Nicola Denis. Aufbau Verlag, Berlin 2018, ISBN 978-3-351-03732-1.
- mit Jean-Pierre Winter: Dieu, l’amour et la psychanalyse. 2011, ISBN 2-227-47232-4.
- Intelligence du rêve. 2012.
- Puissance de la douceur. 2013.
  - Macht der Sanftheit. Übersetzt von Rike Felka. Brinkmann und Bose, Berlin 2020, ISBN 978-3-940048-38-7.
- Défense du secret. 2015.
  - Verteidigung des Geheimnisses. Aus dem Französischen von Luzia Gast, Diaphanes, Zürich 2021.
- Intelligence du rêve: Fantasmes, apparitions, inspiration. 2024.
  - Die Intelligenz der Träume: Phantasmen, Erscheinungen, Inspiration. Übersetzt von Luzia Gast, Diaphanes, 2024, ISBN 978-3-035804-80-5.

## Belege, Fußnoten
1. 1 2 3  Elisabeth Roudinesco: L’auteure Anne Dufourmantelle était d’une « humanité exceptionnelle ». Le Monde, 24. Juli 2017, abgerufen am 24. Juli 2017 (französisch).
2. 1 2  Roisin O’Connor: Anne Dufourmantelle dead: French philosopher who wrote book on risk-taking dies rescuing children. The Independent, 24. Juli 2017, abgerufen am 25. Juli 2017 (englisch).
3. ↑  Kyle Swenson: A famous French thinker’s philosophy was based on taking risks. And that’s how she tragically died. WashingtonPost.com, 25. Juli 2017, abgerufen am 27. Juli 2017 (englisch).
4. ↑  Sachbuchbestenliste September: Wenn der Mensch schon Gott spielt, dann bitte besser als bisher, deutschlandfunkkultur.de vom 25. August 2021, abgerufen am 30. August 2021

| Personendaten    | Personendaten                                            |
| ---------------- | -------------------------------------------------------- |
| NAME             | Dufourmantelle, Anne                                     |
| KURZBESCHREIBUNG | französische Psychoanalytikerin, Philosophin und Autorin |
| GEBURTSDATUM     | 20. März 1964                                            |
| GEBURTSORT       | Paris                                                    |
| STERBEDATUM      | 21. Juli 2017                                            |
| STERBEORT        | Ramatuelle                                               |